# Olympische Sommerspiele 2000/Teilnehmer (Brunei)
| Gelbes Symbol für Goldmedaillen mit stilisierten Olympischen Ringen | Graues Symbol für Silbermedaillen mit stilisierten Olympischen Ringen | Braundes Symbol für Bronzemedaillen mit stilisierten Olympischen Ringen |
| ------------------------------------------------------------------- | --------------------------------------------------------------------- | ----------------------------------------------------------------------- |
| —                                                                   | —                                                                     | —                                                                       |

Brunei nahm an den Olympischen Sommerspielen 2000 in der australischen Metropole Sydney mit zwei Sportlern in zwei Sportarten teil.
Seit 1988 war es die dritte Teilnahme des asiatischen Staates bei Olympischen Sommerspielen.

## Flaggenträger
Der Leichtathlet Haseri Asli trug die Flagge Bruneis während der Eröffnungsfeier im Stadium Australia.

## Teilnehmer nach Sportart

### Leichtathletik
- Haseri Asli
Männer, 100 m: in der 1. Runde ausgeschieden (11,11 s)

### Schießen
- Jefri Bolkiah Abdul Hakeem
Männer, Skeet: 45. Platz